# Holobomolochus
Holobomolochus is een geslacht van eenoogkreeftjes uit de familie van de Bomolochidae. De wetenschappelijke naam van het geslacht is voor het eerst geldig gepubliceerd in 1969 door Vervoort.

## Soorten
- Holobomolochus acutus (Gnanamuthu, 1948)
- Holobomolochus chilensis Cressey & Cressey, 1985
- Holobomolochus dawsoni Cressey & Cressey, 1985
- Holobomolochus glyphisodontis (Krøyer, 1863)
- Holobomolochus vervoorti Cressey, 1983
- Holobomolochus wilsoni Cressey & Cressey, 1985